# Eleições europeias de 2019 em Odivelas

## Resultados Oficiais
| Partido                 | Partido                        | Votos   | %               | +/-  |
| ----------------------- | ------------------------------ | ------- | --------------- | ---- |
|                         | Partido Socialista             | 17 758  | 37,53 / 100,00  | 3,91 |
|                         | Partido Social Democrata       | 7 107   | 15,02 / 100,00  | -    |
|                         | Bloco de Esquerda              | 5 015   | 10,60 / 100,00  | 4,98 |
|                         | Coligação Democrática Unitária | 3 830   | 8,09 / 100,00   | 7,85 |
|                         | Pessoas–Animais–Natureza       | 3 244   | 6,86 / 100,00   | 4,37 |
|                         | CDS – Partido Popular          | 1 974   | 4,17 / 100,00   | -    |
|                         | Basta!                         | 1 288   | 2,72 / 100,00   | 1,78 |
|                         | Aliança                        | 1 027   | 2,17 / 100,00   | Novo |
|                         | LIVRE                          | 874     | 1,85 / 100,00   | 0,88 |
|                         | Nós, Cidadãos!                 | 495     | 1,05 / 100,00   | Novo |
|                         | Outros (com menos de 1,00%)    | 1 794   | 3,79 / 100,00   |      |
| Votos Inválidos         | Votos Inválidos                | 2 913   | 6,15 / 100,00   | 0,98 |
| Total                   | Total                          | 47 319  | 100,00 / 100,00 |      |
| Eleitorado/Participação | Eleitorado/Participação        | 126 221 | 37,49 / 100,00  | 0,49 |

## Resultados por Freguesia
Os resultados seguintes referem-se aos partidos que obtiveram mais de 1,00% dos votos:
| Partido                              | %     | %     | %     | %    | %    | %    | %    | %    | %    | %    | Votantes |
| Partido                              | PS    | PSD   | BE    | CDU  | PAN  | CDS  | B!   | A    | L    | NC!  | Votantes |
| ------------------------------------ | ----- | ----- | ----- | ---- | ---- | ---- | ---- | ---- | ---- | ---- | -------- |
| Odivelas                             | 37,00 | 15,67 | 11,02 | 7,78 | 6,92 | 4,18 | 2,52 | 2,42 | 2,00 | 1,00 | 19 380   |
| Pontinha e Famões                    | 40,16 | 14,07 | 9,27  | 8,94 | 6,01 | 3,79 | 2,89 | 1,94 | 1,57 | 1,14 | 11 022   |
| Póvoa de Santo Adrião e Olival Basto | 40,79 | 15,03 | 10,35 | 8,39 | 6,35 | 4,19 | 1,83 | 1,72 | 1,62 | 0,81 | 5 683    |
| Ramada e Caneças                     | 34,22 | 14,83 | 11,30 | 7,66 | 7,82 | 4,51 | 3,35 | 2,19 | 1,98 | 1,16 | 11 234   |
| Odivelas                             | 37,53 | 15,02 | 10,60 | 8,09 | 6,86 | 4,17 | 2,72 | 2,17 | 1,85 | 1,05 | 47 319   |

#### Odivelas
| Partido                 | Partido                        | Votos  | %               | +/-  |
| ----------------------- | ------------------------------ | ------ | --------------- | ---- |
|                         | Partido Socialista             | 7 170  | 37,00 / 100,00  | 4,22 |
|                         | Partido Social Democrata       | 3 036  | 15,67 / 100,00  | -    |
|                         | Bloco de Esquerda              | 2 135  | 11,02 / 100,00  | 5,16 |
|                         | Coligação Democrática Unitária | 1 507  | 7,78 / 100,00   | 7,56 |
|                         | Pessoas–Animais–Natureza       | 1 342  | 6,92 / 100,00   | 4,21 |
|                         | CDS – Partido Popular          | 811    | 4,18 / 100,00   | -    |
|                         | Basta!                         | 489    | 2,52 / 100,00   | 1,66 |
|                         | Aliança                        | 469    | 2,42 / 100,00   | Novo |
|                         | LIVRE                          | 387    | 2,00 / 100,00   | 1,06 |
|                         | Nós, Cidadãos!                 | 193    | 1,00 / 100,00   | Novo |
|                         | Outros (com menos de 1,00%)    | 692    | 3,58 / 100,00   |      |
| Votos Inválidos         | Votos Inválidos                | 1 149  | 5,93 / 100,00   | 1,44 |
| Total                   | Total                          | 19 380 | 100,00 / 100,00 |      |
| Eleitorado/Participação | Eleitorado/Participação        | 52 187 | 37,14 / 100,00  | 0,85 |

#### Pontinha e Famões
| Partido                 | Partido                                         | Votos  | %               | +/-  |
| ----------------------- | ----------------------------------------------- | ------ | --------------- | ---- |
|                         | Partido Socialista                              | 4 426  | 40,16 / 100,00  | 3,78 |
|                         | Partido Social Democrata                        | 1 551  | 14,07 / 100,00  | -    |
|                         | Bloco de Esquerda                               | 1 022  | 9,27 / 100,00   | 3,88 |
|                         | Coligação Democrática Unitária                  | 985    | 8,94 / 100,00   | 6,98 |
|                         | Pessoas–Animais–Natureza                        | 662    | 6,01 / 100,00   | 3,90 |
|                         | CDS – Partido Popular                           | 418    | 3,79 / 100,00   | -    |
|                         | Basta!                                          | 319    | 2,89 / 100,00   | 1,94 |
|                         | Aliança                                         | 214    | 1,94 / 100,00   | Novo |
|                         | LIVRE                                           | 173    | 1,57 / 100,00   | 0,77 |
|                         | Partido Comunista dos Trabalhadores Portugueses | 131    | 1,19 / 100,00   | 1,13 |
|                         | Nós, Cidadãos!                                  | 126    | 1,14 / 100,00   | Novo |
|                         | Outros (com menos de 1,00%)                     | 307    | 2,79 / 100,00   |      |
| Votos Inválidos         | Votos Inválidos                                 | 688    | 6,24 / 100,00   | 0,75 |
| Total                   | Total                                           | 11 022 | 100,00 / 100,00 |      |
| Eleitorado/Participação | Eleitorado/Participação                         | 29 776 | 37,02 / 100,00  | 0,26 |

#### Póvoa de Santo Adrião e Olival Basto
| Partido                 | Partido                        | Votos  | %               | +/-  |
| ----------------------- | ------------------------------ | ------ | --------------- | ---- |
|                         | Partido Socialista             | 2 318  | 40,79 / 100,00  | 4,92 |
|                         | Partido Social Democrata       | 854    | 15,03 / 100,00  | -    |
|                         | Bloco de Esquerda              | 588    | 10,35 / 100,00  | 4,96 |
|                         | Coligação Democrática Unitária | 477    | 8,39 / 100,00   | 7,89 |
|                         | Pessoas–Animais–Natureza       | 361    | 6,35 / 100,00   | 4,41 |
|                         | CDS – Partido Popular          | 238    | 4,19 / 100,00   | -    |
|                         | Basta!                         | 104    | 1,83 / 100,00   | 1,05 |
|                         | Aliança                        | 98     | 1,72 / 100,00   | Novo |
|                         | LIVRE                          | 92     | 1,62 / 100,00   | 0,43 |
|                         | Outros (com menos de 1,00%)    | 258    | 4,53 / 100,00   |      |
| Votos Inválidos         | Votos Inválidos                | 295    | 5,19 / 100,00   | 1,23 |
| Total                   | Total                          | 5 683  | 100,00 / 100,00 |      |
| Eleitorado/Participação | Eleitorado/Participação        | 16 087 | 35,33 / 100,00  | 2,75 |

#### Ramada e Caneças
| Partido                 | Partido                                         | Votos  | %               | +/-  |
| ----------------------- | ----------------------------------------------- | ------ | --------------- | ---- |
|                         | Partido Socialista                              | 3 844  | 34,22 / 100,00  | 3,41 |
|                         | Partido Social Democrata                        | 1 666  | 14,83 / 100,00  | -    |
|                         | Bloco de Esquerda                               | 1 270  | 11,30 / 100,00  | 5,72 |
|                         | Pessoas–Animais–Natureza                        | 879    | 7,82 / 100,00   | 4,97 |
|                         | Coligação Democrática Unitária                  | 861    | 7,66 / 100,00   | 9,21 |
|                         | CDS – Partido Popular                           | 507    | 4,51 / 100,00   | -    |
|                         | Basta!                                          | 376    | 3,35 / 100,00   | 2,21 |
|                         | Aliança                                         | 246    | 2,19 / 100,00   | Novo |
|                         | LIVRE                                           | 222    | 1,98 / 100,00   | 1,00 |
|                         | Nós, Cidadãos!                                  | 130    | 1,16 / 100,00   | Novo |
|                         | Partido Comunista dos Trabalhadores Portugueses | 122    | 1,09 / 100,00   | 1,29 |
|                         | Outros (com menos de 1,00%)                     | 330    | 2,93 / 100,00   |      |
| Votos Inválidos         | Votos Inválidos                                 | 781    | 6,96 / 100,00   | 0,29 |
| Total                   | Total                                           | 11 234 | 100,00 / 100,00 |      |
| Eleitorado/Participação | Eleitorado/Participação                         | 28 171 | 39,88 / 100,00  | 2,46 |